# アンダークロフト (バンド)
アンダークロフト（Undercroft）は、チリのデスメタルバンド。
1991年にサンティアゴで結成された。このバンドはチリで最も有名なメタルバンドの一つ。 影響を受けたバンドは、 デス、オートプシー、ポゼスト、アイアン・メイデン、メタリカ、スレイヤー、クリーター、ヴェノム、デストラクション、ヘルハマーなど。
1994年にクリーターの前座を務め、アルゼンチンでセリオンと共演した。1995年にデビューアルバム『Twisted Souls』をリリース。1996年にサンティアゴでモービッド・エンジェルの前座を務める。
2000年にバンドは（ラインナップを変更し）活動拠点をスウェーデン・ストックホルムに移し、数年後ドイツ・ハンブルクに移した。

## ディスコグラフィー

### デモ
- Abnormal Deface (1992)
- To the Final Battle (1993)
- Demons Awake, Revenge Is Near (1993)
- Promo 2017 - The Seventh Hex (2017)

### スタジオアルバム
- Twisted Souls (1995)
- Bonebreaker (1997)
- Danza Macabra (2000)
- Evilusion (2002)
- Lethally Growing (2006)
- Ruins of Gomorrah (2012)
- The Seventh Hex (2017)
- Battle of Demons (2023)

### ライブアルバム
- Bastard Live Hamburg (2004)

### コンピレーション
- Re-Demolition (1998)
- To the Final Battle & Demons Awake, Revenge Is Near (2017)

### ボックスセット
- Box Tape - 30 Aniversario (2023)

### シングル
- Enemigo (2006)
- El Triunfo De La Muerte (2010)